# Filão de Bizâncio
Filão de Bizâncio (ca. 280 a.C. — ca. 220 a.C.) foi um engenheiro , inventor e autor grego da antiguidade. Crê-se que terá sido discípulo de Ctesíbio.

## Biografia
Filão terá sido posterior a Ctesíbio, a quem cita amiúde, e terá sido anterior a Vitrúvio que, por seu turno, o cita copiosamente. Há certos indícios que levam os historiadores modernos a crer que Filão terá sido discípulo de Ctesíbio, designadamente o seu relato, enquanto testemunha ocular, de uma das experiências de Ctesíbio. Porém, há outros autores que se mostram mais cépticos, alegando que nada impede que a testemunha ocular não seja Filão e que a descrição que este faz dessa experiência, na Belopoeica, lhe tenha chegado por conhecimento indirecto.
As únicas datas biográficas que lhe são conhecidas são a do seu nascimento, em Bizâncio, e da deslocação e estadia em Alexandria e em Rodes, para onde foi estudar a construção de catapultas, tendo feito menção no capítulo IV da Belopoeica de aí ter testemunhado a construção desses engenhos bélicos. Presume-se, portanto, que teria sido um cidadão abastado ou que os seus estudos foram custeados por um patrono abastado, há quem especule, ainda, que este pretenso patrono poderá ter sido Arison, o amigo a quem Filão dedica todos os manuscritos do Compêndio de Mecânica. 

## Obras
Filão foi o autor de inúmeros tratados, dentre os quais é digno de especial menção a obra: Μηχανικὴ Σύνταξις Mechanikḗ sýntaxis (Compêndio de Mecânica).

### Μηχανικὴ Σύνταξις
O Compêndio de Mecânica é composto pelas seguintes secções:
1. Isagogḗ (εἰσαγωγή) — Uma introdução às matemáticas.
2. Mochlica (μοχλικά) —  «A Alavanca, Tratado da Mecânica Geral».
3. Limenopoeica (λιμενοποιικά) — Tratado sobre a construção de portos.
4. Belopoeica — Tratado de artilharia.[7]
5. Pneumatica — Tratado sobre engenhos que funcionam por acção da pressão do ar ou da água.[8]
6. Automatiopoeica — Tratado sobre brinquedos mecânicos e automatos.
7. Poliorcetica - Tratado sobre os cercos e defesa a fortalezas e cidades fortificadas.[9]
8. Peri epistolon

Os manuscritos das secções 4, 5, 7 e 8 são os únicos que perduram até à actualidade intactos, todos os demais perderam-se ou só se encontraram fragmentos. 
As secções militares, Belopoeica e Poliorcetica, encontram-se preservadas até aos dias de hoje na sua redacção integral, ao passo que das secções denominadas Isagoge e Automatiopoeica só nos restam fragmentos. Estas quatro secções chegaram até à modernidade ainda redigidas no grego original.
Na secção 1.ª, Filão oferece uma solução para o problema matemático da duplicação do cubo. Esta versão do problema do cubo, tal como Filão a apresentou, figurava nos seguintes termos: «se se tivesse por base uma catapulta capaz de lançar projécteis de peso X, como deveria ser construída uma catapulta capaz de lançar projécteis que pesassem o dobro?».  Este problema não poderia ser resolvido por métodos euclideanos comuns, com recurso a régua e compasso, o método requeria a descoberta dos meios proporcionais. A solução avançada por Filão passava, então, por encontrar a intersecção da hipérbole rectangular e da circunferência, recorrendo a uma construção geométrica que veio a ser denominada «linha de Filão», assemelhando-se à solução que Herão de Alexandria, séculos mais tarde, aventou para resolver o mesmo problema. O fragmento que preservamos desta secção foi conservado por Eutócio de Ascalão, sendo certo que Filão também lhe faz uma alusão resumida no capítulo VII da Belopoeica.
Na secção 4.ª, Filão descreve a construção de catapultas de dardos ou flechas, o oxibelo (do grego antigo Οξυβόλος, que é a aglutinação do étimo oxys [oxis = afiado, aguçado] e βέλος [belos = arma, projéctil, flecha], significando literalmente «projéctil afiado» e figuradamente «atirador de dardos»), e de pedras, o litóbolos ou Petróbolon (πετρόβολον) (literalmente «lança-pedras). Foi, ainda, responsável por conceber novos engenhos que disparavam projécteis graças à força de torção mecânica e estipulou quais deveriam ser os parâmetros essenciais para a construção de catapultas. Explicou o funcionamento mecânico dos políbolos, que foram as primeiras bestas de repetição da história da humanidade, capazes de se auto-munirem de setas, graças ao seu intrincado sistema de engrenagens.
Expendeu, ainda, a respeito da manufactura de outros engenhos bélicos, bem como acerca da construção de muralhas e torres, como meios antipoliorcéticos. Sem embargo, as suas dissertações sobre esta matéria ficam aquém dos trabalhos de Heron de Alexandria, sobre a mesma matéria.
A secção 5.ª chegou até à actualidade numa redacção latina posterior, redigida com base numa tradução medieval de um manuscrito árabe. Esta secção abarca, não só, a primeira descrição detalhada do mecanismo dum moinho de água conhecida da história, mas também (no capítulo XXXI) a primeira referência a um mecanismo de escape, na planificação de um lavatório público. Ainda no mesmo manuscrito, encontra-se a descrição de um aparelho, com forma antropomórfica, alusiva a uma servente, que misturava água e vinho, nas proporções desejadas, servindo-se para o efeito dum sistema complexo de tubagens e engrenagens, por acção da pressão do ar.  Ainda comporta a descrição de aparelhos experimentais úteis para demonstrar vários fenómenos naturais, dentre os quais se destacam os relativos ao princípio do sifão. Para ilustrar a dilatação térmica do ar, concebeu um aparelho que corresponde, em funcionalidade, aos termoscópios modernos.
A secção 6.ª, embora esteja perdida, há um fragmento interessante, que chegou até nós graças à obra homónima de Heron de Alexandria. Nele se relata a representação de uma peça teatro, usando autómatos para ilustrar as cenas. Durante o espectáculo, os autómatos mostraram representações de golfinhos a nadar no mar; o naufrágio de um navio e até o raio que fulminou Ajax, entre outras cenas dinâmicas.

### Outras obras
Filão, no capítulo III da Pneumatica, faz menção de teses teóricas que escreveu a respeito do movimento em vácuo, os manuscritos traduzidos para latim dessas teses davam pelo título de De arbitriis mirabilibus.
Athanasius Kircher cita uma obra de Filão a respeito dos cinco poderes estáticos. Não é certo se se tratará de uma obra autónoma e independente ou se será a Mochlica. Não obstante, com esta alusão de Kircher é-nos possível depreender que no século XVII ainda havia obras de Filão em circulação e que, plausivelmente, a Mochlica ainda não se teria perdido. 

## Obras apócrifas
O tratado Περὶ τῶν ἑπτὰ θεαμάτων (De Septem Orbis Miraculis), que é um dos poucos documentos que trazem a lista original das Sete maravilhas do Mundo Antigo, é-lhe erroneamente atribuído, sendo que, hodiernamente, se sabe que o mais certo é que seja um documento datado do IV d. C.

## Outras invenções
Filão também concebeu o primeiro balanceiro mecânico, que consistia num tinteiro octaédrico, com uma abertura em cada uma das oito faces, concebido de feição a que, independentemente da face em que estivesse poisado o tinteiro, continuaria sempre a ser possível molhar o ferrão da pena nalguma das aberturas, cuja face estivesse virada para cima. Isto lograva-se graças a um sistema de anéis metálicos concêntricos que se mantinham estáticos, independentemente da orientação e posição em que fosse poisado o tinteiro, que garantiam a suspensão equilibrada do depósito de tinta no interior do tinteiro.